# جدول الورار
جدول الورَّار قناة مائية اصطناعية، متفرعة من نهر الفرات، تُعدّ من أكبر جداول العراق، تبتدئ عند معمل الزجاج على بعد 500 متر من سدة الرمادي غرب مدينة الرمادي، حتى تصب في بحيرة الحبانية غربي بغداد، حُفر جدول الورَّار تخفيفاً لمياه الفرات لتجنب الفيضان، ولتخزين المياه في بحيرة الحبانية لاستعمالها حين يقلّ منسوب الفرات، طول الجدول 8 كيلومترات ونصف. فُتح مدخل جدول الورار يوم 19 آذار سنة 1954م. وكان التنفيذ سنة 1956.

## ناظم الورار
أُنشئ ناظم الورّار لتنظيم مقادير المياه الداخلة من الفرات إلى جدول الورار جاريةً إلى الحبانية، يتكوّن ناظم الورّار من 24 فتحة (باباً)، عُرض كل فتحة 6 أمتار.

### إغلاق الناظم
قال مجلس محافظة الأنبار إنه في بداية حزيران سنة 2015، أغلق ناظمَ الورّار تنظيمُ الدولة الإسلامية (داعش)، ثم أعلنَ مجلس المحافظة يوم 9 حزيران 2015 أن تنظيم داعش فتحَ الناظم، وقال حينئذٍ عضو مجلس المحافظة عذال الفهداوي إن «مسلحي تنظيم داعش أعادوا فتح بوابات ناظم الورار من أجل إيصال المياه لمناطق تمتد من الرمادي إلى بحيرة الحبانية حيث يصب الرافد المتفرع من نهر الفرات في بحيرة التخزين في الحبانية الأمر الذي يحول دون جريان نهر الفرات إلى مدن جنوب العراق التي أصبحت تعاني من كارثة إنسانية».

## وصلات خارجية
- أهمية ناظم ومشروع الورار لمدينة الرمادي في مجالي المواصلات وفيضانات نهر الفرات - دراسة تاريخية